# Gerabronn

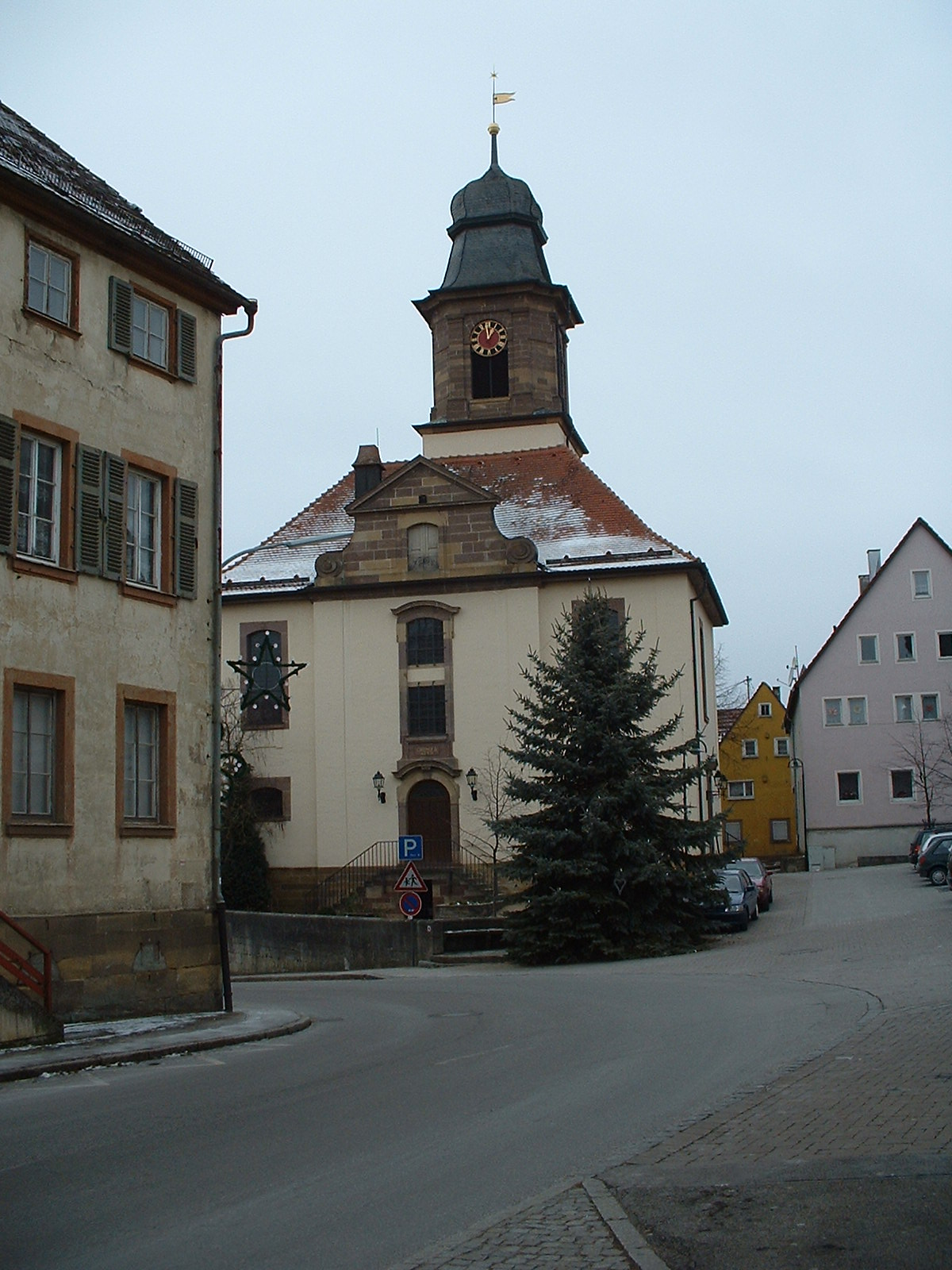
Nhà thờ Tin lành ở Gerabronn

Gerabronn (phát âm tiếng Đức: [ɡeːʁaˈbʁɔn] ⓘ) là một thị trấn nhỏ thuộc huyện Schwäbisch Hall, bang Baden-Württemberg, Đức. Nơi đây có diện tích 40.38 km2 với dân số khoảng 4,547 người.